# Kadsura angustifolia
Kadsura angustifolia är en tvåhjärtbladig växtart som beskrevs av A. C. Smith. Kadsura angustifolia ingår i släktet Kadsura och familjen Schisandraceae. Inga underarter finns listade.